# Андрієвка (Ковилкінський район)
Андрі́євка (рос. Андреевка, ерз. Андреевка) — присілок у складі Ковилкінського району Мордовії, Росія. Входить до складу Примокшанського сільського поселення.
Населення — 38 осіб (2010; 47 у 2002).
Національний склад станом на 2002 рік:
- росіяни — 98 %